# Ante Luburić
Don Ante Luburić (Studenci, 3. srpnja 1955.), hrvatski katolički svećenik i visoki crkveni dužnosnik u Bosni i Hercegovini

## Životopis
Rođen u Studencima 3. srpnja 1955. u Studencima od roditelja Ivana i Vide rođ. Vučić. Kršten i krizman u rodnom mjestu. U Dračevu, Studencima i Ljubuškom pohađao osnovnu školu. U Dječačkom sjemeništu u Zagrebu kao sjemeništarac Mostarsko-duvanjske biskupije. 
Kršten 10. srpnja 1955. u župskoj crkvi Srca Isusova u Studencima. Pohađao je Nadbiskupsku klasičnu gimnaziju na Šalati. Studirao na Vrhbosanskoj visokoj filozofsko-teološkoj školi u Sarajevu filozofsko-teološki studij. Vojnu obvezu odslužio u Tuzli. Potom ga je biskup Petar Čule poslao na bogoslovske studije na Katoličko sveučilište u Eichstätt/Bayern u Njemačku. Diplomirao temom iz dogmatske teologije Herz-Jesu-Verehrung. Geschichtlicher Überblick sowie Ort und Theologie der Herz-Jesu-Thematik in dogmatischen Handbüchern der letzten 100 Jahre. 1986. poslan na studij crkvenog prava u Rim, a 1988. je postigao licencijat iz Crkvenog prava na Papinskom lateranskom sveučilištu u Rimu kod prof. Jose' F. Castano s radnjom na temu Il conforto tra il diritto matrimonialis canonico e quello civile nella Jugoslavia riguardo agli impedimenti di eta', consanguineita' e affinita' .
Za đakona se zaredio 1979. u sjemenišnoj crkvi Anđela Čuvara u Eichstättu po rukama biskupa eichstetskog Aloisa Bremsa. Prezbiterat 15. kolovoza 1980. u župskoj crkvi Uznesenja B. D. Marije Klepci-Dračevo po rukama mons. Petra Čule, biskupa mostarsko-duvanjskoga. Mladu misu Luburić je slavio u rodnim Studencima 1980. godine. Obnašao dužnosti tajnika Mostarsko-duvanjske biskupije, bilježnika Biskupijskog ženidbenog suda I. stupnja, biskupijskog direktora Papinskih misijskih djela, kancelara Biskupskog ordinarijata u Mostaru, ekonomoma biskupije, kancelara u dijecezanskoj kuriji, ravnatelja dijecezanskog Caritasa, "promicatelja pravde i branitelja veze" u Biskupijskom sudu, biskupovog osobnog delegata za župu Trebinje, župnika župe Trebinje, dekana Trebinjskog dekanata, upravitelja prognane župe Nevesinje, člana Nadzornog odbora Caritasa biskupija Mostar-Duvno i Trebinje-Mrkan, viceravnatelja Svećeničkog doma u Mostaru, članom Vijeća BK BiH za ekumenizam, promicatelja pravde pri svjedočenju o poginulim i nestalim franjevcima u vrijeme i nakon Drugoga svjetskog rata, župnika u Nevesinju, biskupova osobnog delegata za graditeljsku djelatnost u Trebinju, Stocu, Stjepan Krstu i Nevesinju, glavnoga urednika Službenoga vjesnika,  te mu je kao zadnje do sad kao župniku župe Nevesinje dodijeljeno posebno ovlaštenje preuzeti svu pastoralnu skrb za Foču, Čajniče i Rudo (Staro), dotada pod crkvenom jurisdikcijom vrhbosanskoga nadbiskupa, kao i za ostala mjesta u sjeveroistočnoj hercegovačkoj dijaspori – Gacko i Kalinovik – koja su od utemeljenja župe Nevesinje gravitirala tom središtu.

## Vanjske poveznice
- Bljesak.info Don Ante Luburić o poslanju u župi Nevesinje - najprostranijoj župi u BiH, 21. kolovoza 2013.